# Petr Hauskrecht
Petr Hauskrecht (* 25. ledna 1959 Praha) je český sládek.
Narodil se roku 1959 v Praze. V mládí hrál lední hokej, a to za Slavii Praha a Duklu Jihlava i v československé juniorské reprezentaci. Získal středoškolské vzdělání v pivovarnictví a řemeslo se učil v pražském pivovaru U Fleků a pak i ve Staropramenu. Stal se sládkem v Holešovickém pivovaru. V letech 1994 až 2009 působil jako sládek v brněnském pivovaru Starobrno. Zde se stal mimo jiné tvůrcem speciálů Červený a Černý drak nebo prvním v České republice, kdo uvařil Zelené pivo. Poté přešel do Krásného Března a Krušovic. V roce 2014 založil s dalšími společníky v Brně vlastní minipivovar s názvem Petr Hauskrecht – Parní pivovar.